# Rzechcinko
Rzechcinko [pronunciación en polaco: /ʐɛxˈt͡ɕtinkɔ/] es un asentamiento en el distrito administrativo de Gmina Tarroęgowo, dentro del Condado de Słupsk, Voivodato de Pomerania, en Polonia del norte. Se encuentra aproximadamente a 7 kilómetros al norte de Tarroęgowo, a 30 kilómetros al este de Słupsk, y a 78 kilómetros al oeste de la capital regional Gdańsk.
Antes de 1648, el área fue parte del Ducado de Pomerania, luego hasta 1945 fue de Prusia y Alemania. Para la historia de la región, véaseHistoria de Pomerania.